# Ferroin
Ferroin je organická sloučenina se vzorcem [Fe(o-phen)3]SO4, kde o-phen je 1,10-fenanthrolin, který je bidentátním ligandem. Název "ferroin" se také používá pro soli jiných aniontů, například chloridového.

## Příprava
Ferroinsulfát se připravuje smícháním vodných roztoků fenanthrolinu a síranu železnatého.
3 phen + Fe2+ → [Fe(phen)3]2+
Vzniklý komplex je nízkospinový oktaedrický s D3 symetrií. Jeho zbarvení je způsobeno přesunem náboje z kovu na ligand.

## Použití
Ferroin se používá v analytické chemii jako redoxní indikátor. Aktivní formou je ion [Fe(o-phen)3]2+, který funguje jako chromofor, který má být oxidován na odpovídající železitou sloučeninu [Fe(o-phen)3]3+. Redoxní potenciál této přeměny je +1,06 V v 1M H2SO4. Ferroin je často používaným indikátorem při vizualizaci oscilujících Bělousovových-Žabotinského reakcích.
Ferroin je vhodným redoxním indikátorem, protože změna barvy je vratná, velmi výrazná a rychlá, a navíc je roztok ferroinu stabilní při teplotách až 60 °C. Jedná se o nejčastější indikátor v cerimetrii.
Nitroferroin, komplex železnatého kationtu s 5-nitro-1,10-fenanthrolinem, má potenciál přechodu o hodnotě +1,25 V. Je stabilnější než ferroin, ovšem v kyselině sírové za přítomnosti iontů Ce4+ jeho použití vyžaduje velký přebytek titrantu. Má však využití při titracích v roztocích v kyselině chloristé a dusičné, kde je redoxní potenciál ceru vyšší.
Redoxní potenciál komplexu železa s fenanthrolinem se může pohybovat mezi +0,84 V a +1,10 V, v závislosti na poloze a počtu methylových skupin na fenantrolinovém jádru.